# 森村設計
株式会社森村設計（もりむらせっけい）は東京都目黒区にある設備設計を専業とする建築設計事務所。

## 概要
建築設備エンジニアリングに関わる設計・監理 / コンサルティングを柱として展開する企業。

### 事業種目
- ビルディングサービス - 建築設備(電気・空気調和・衛生・消防) / 設計・監理
- エネルギーマネジメント - 既存施設を対象にエネルギー調査・モニタリングにより省エネルギー計画と効果見込みを行う
- エネルギー最適化システム - 熱源システムの最適なシステム構成、運用方法、料金契約の検討を行う
- コンピュータシミュレーション - 空間の温度分布や速度分布をＣＦＤで予測、最適な空間設計を行う
- サスティナブルエンジニアリング - 蓄熱空調方式・トータルエネルギーシステムにより省エネルギーを確保
- ファシリティマネジメント - エンジニアリングに於ける省エネルギーを実現、コスト低減を効果的に解決、節電対策・節電提案・節電実施など

### 許可番号
- 一級建築士事務所 ＜東京都知事登録 第5224号＞

### 事業所
- 本社 - 東京都目黒区中目黒1丁目8番8号 MEGURO F2 BUILDING
- 事務所 - 名古屋、大阪、高松、福岡

### 沿革
- 1965年（昭和40年） 株式会社森村設計 設立

## 主な実績
- 住友不動産西新宿ビル
- 住友不動産九段ビル
- 丸の内トラストタワー本館
- 丸の内トラストタワーN館
- 仙台トラストシティ
- 東京汐留ビルディング
- JALビルディング
- グランドハイアット東京
- ホテルオークラ神戸
- ホテルオークラ新館
- 東京国際フォーラム
- 静岡県コンベンションアーツセンター
- 神奈川芸術劇場
- NHK横浜放送局
- 東京大学 情報学環・福武ホール
- MIHO MUSEUM MIHO美術館
- 芸術の館 兵庫県立美術館
- 金沢21世紀美術館
- 青森県立美術館
- 香川県立東山魁夷せとうち美術館
- 坂の上の雲ミュージアム
- ねぶたの家 ワ・ラッセ 青森市文化観光交流施設
- 表参道ヒルズ
- 東京国立博物館法隆寺宝物館
- 京都国立近代美術館
- 江戸東京博物館
- 新宿文化センター
- 東京都武道館
- 富山市民プラザ
- 葛西臨海水族園
- 慶応義塾大学藤沢新学部
- 松本清張記念館
- 横浜港大さん橋国際客船ターミナル
- 群馬昆虫の森
- 京都造形芸術大学
- 三原市民芸術文化センター

## 受賞歴

### 建築業協会賞 -（社）建築業協会
- 1973年（昭和48年） ホテルパシフィック東京
- 1975年（昭和50年） ホテルオークラ別館
- 1980年（昭和55年） 川崎市市民ミュージアム
- 1991年（平成3年） 東京都葛西臨海水族園・かながわサイエンスパーク
- 1998年（平成10年） 福岡大学60周年記念館「ヘリオスプラザ」
- 1999年（平成11年） MIHO美術館
- 2000年（平成12年） 東京国立博物館法隆寺宝物館・東京芸術大学新奏楽堂・北九州市立松本清張記念館

### 技術振興賞-（社）空気調和・衛生工学会
- 第 9 回 1995年（平成7年） 船橋コンピューターセンター
- 第10回 1996年（平成8年） 東京都江戸東京博物館

### 環境設備デザイン賞・BE賞-（社）建築設備綜合協会
- 第1回 2003年（平成15年） 空調いすの開発
- 第2回 2004年（平成16年） 大旋回気流による居住域空間
- 第4回 2006年（平成18年） 金沢21世紀美術館の展示光

## 所属団体
- 日本設備設計事務所協会
- 建築設備技術者協会
- 東京都建築士事務所協会
- 日本建築学会
- 空気調和・衛生工学会
- 電気設備学会
- 照明学会
- 日本冷凍空調学会